# Jarlsbergs gods
Jarlsberg är ett gods utanför staden Tønsberg i Vestfold fylke, Norge.
Jarlsberg är herrgård i stamhuset, före 1893 grevskapet, Jarlsberg. Slottet är från omkring 1770. Grevskapet uppträttades och skänktes greve Peder Griffenfeld. När denne senare arresterades överdrogs grevskapet till kungens halvbror, Ulrik Frederik Gyldenløve, som även var greve av Laurvig. Grev Gyldenløve behövde år 1683, på grund av sin höga skuldsättning, sälja av Jarlsberg till friherre Gustav Wilhelm von Wedel. Sedan dess tillhör godset grevliga ätten Wedel-Jarlsberg. Vid ättens eventuella utslocknande tillfaller godset Oslo universitet.